# Llei de Betz

Diagrama del flux d'un fluid per un actuador en forma de disc. En el cas d'un fluid de densitat constant, l'àrea transversal varia de manera inversa a la velocitat.

La llei de Betz determina la potència màxima que es pot extreure del vent independentment del disseny d'una turbina eòlica en flux obert. Fou publicada el 1919 pel físic alemany Albert Betz. La llei deriva dels principis de conservació de la massa i el moment del flux d'aire que passa per un «disc actuador» idealitzat que extreu energia del vent. Segons la llei de Betz, cap turbina no podrà capturar més de 16/27 (un 59,3%) de l'energia cinètica del vent. El factor de 16/27 (0,593) es coneix com a «coeficient de Betz». En la pràctica, les turbines eòliques utilitzades per les empreses elèctriques arriben a un màxim del 75–80% del límit de Betz.
El límit de Betz es basa en un actuador de disc obert. Si es fa servir un difusor per dirigir un major flux de vent a la turbina, se'n pot extreure més energia, però el límit continua aplicant-se al perfil transversal de l'estructura completa.